# Phthitia emarginata
Phthitia emarginata är en tvåvingeart som beskrevs av Marshall 2009. Phthitia emarginata ingår i släktet Phthitia och familjen hoppflugor. Inga underarter finns listade i Catalogue of Life.